# Ashley Westwood
Ashley Roy Westwood (Nantwich, 1 april 1990) is een Engels voetballer die meestal als middenvelder speelt. Hij verruilde Aston Villa in januari 2017 voor Burnley FC.

## Clubcarrière
Westwood stroomde in 2008 door vanuit de jeugd van Crewe Alexandra. Hiermee speelde hij drie seizoenen in de League Two en twee in de League One. Crewe Alexandra verkocht Westwood op 31 augustus 2012 voor 2,5 miljoen euro aan Aston Villa. Hij tekende hier een vierjarig contract. Westwood maakte op 15 september 2012 zijn debuut in de Premier League voor Aston Villa, als invaller voor Stephen Ireland tegen Swansea City. Coach Paul Lambert gaf hem op 3 november 2012 voor het eerst een basisplaats, tegen Sunderland. Westwood speelde van 2012 tot medio 2015 meer dan negentig competitiewedstrijden voor Aston Villa, waarmee hij zich in die jaren met twee vijftiende en één zeventiende plaats steeds handhaafde in de Premier League.

## Clubstatistieken
| Seizoen | Club               | Land     | Competitie            | Wed. | Doelp. |
| ------- | ------------------ | -------- | --------------------- | ---- | ------ |
| 2008/09 | Crewe Alexandra    | Engeland | League One            | 2    | 0      |
| 2008/09 | → Nantwich Town FC | Engeland | NPFL Premier Division | ?    | ?      |
| 2009/10 | Crewe Alexandra    | Engeland | League Two            | 36   | 6      |
| 2010/11 | Crewe Alexandra    | Engeland | League Two            | 46   | 5      |
| 2011/12 | Crewe Alexandra    | Engeland | League Two            | 44   | 3      |
| 2012/13 | Crewe Alexandra    | Engeland | League One            | 3    | 0      |
| 2012/13 | Aston Villa        | Engeland | Premier League        | 30   | 0      |
| 2013/14 | Aston Villa        | Engeland | Premier League        | 35   | 3      |
| 2014/15 | Aston Villa        | Engeland | Premier League        | 27   | 0      |
| 2015/16 | Aston Villa        | Engeland | Premier League        | 32   | 2      |
| 2016/17 | Aston Villa        | Engeland | Championship          | 23   | 0      |
| 2016/17 | Burnley FC         | Engeland | Premier League        | 9    | 0      |
| 2017/18 | Burnley FC         | Engeland | Premier League        | 19   | 0      |
| 2018/19 | Burnley FC         | Engeland | Premier League        | 34   | 2      |
| Totaal  | Totaal             | Totaal   | Totaal                | 340  | 21     |